# 싱가포르의 농업

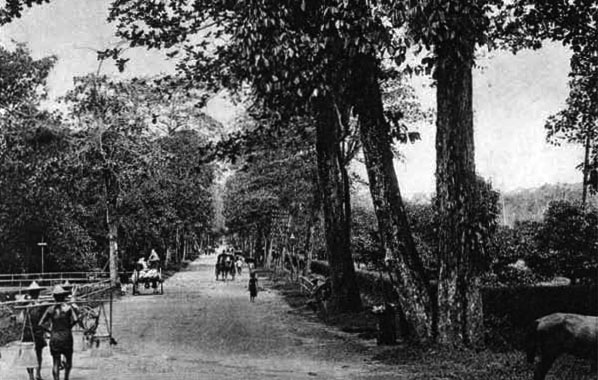
싱가포르의 오차드 로드 (1900년경 촬영)

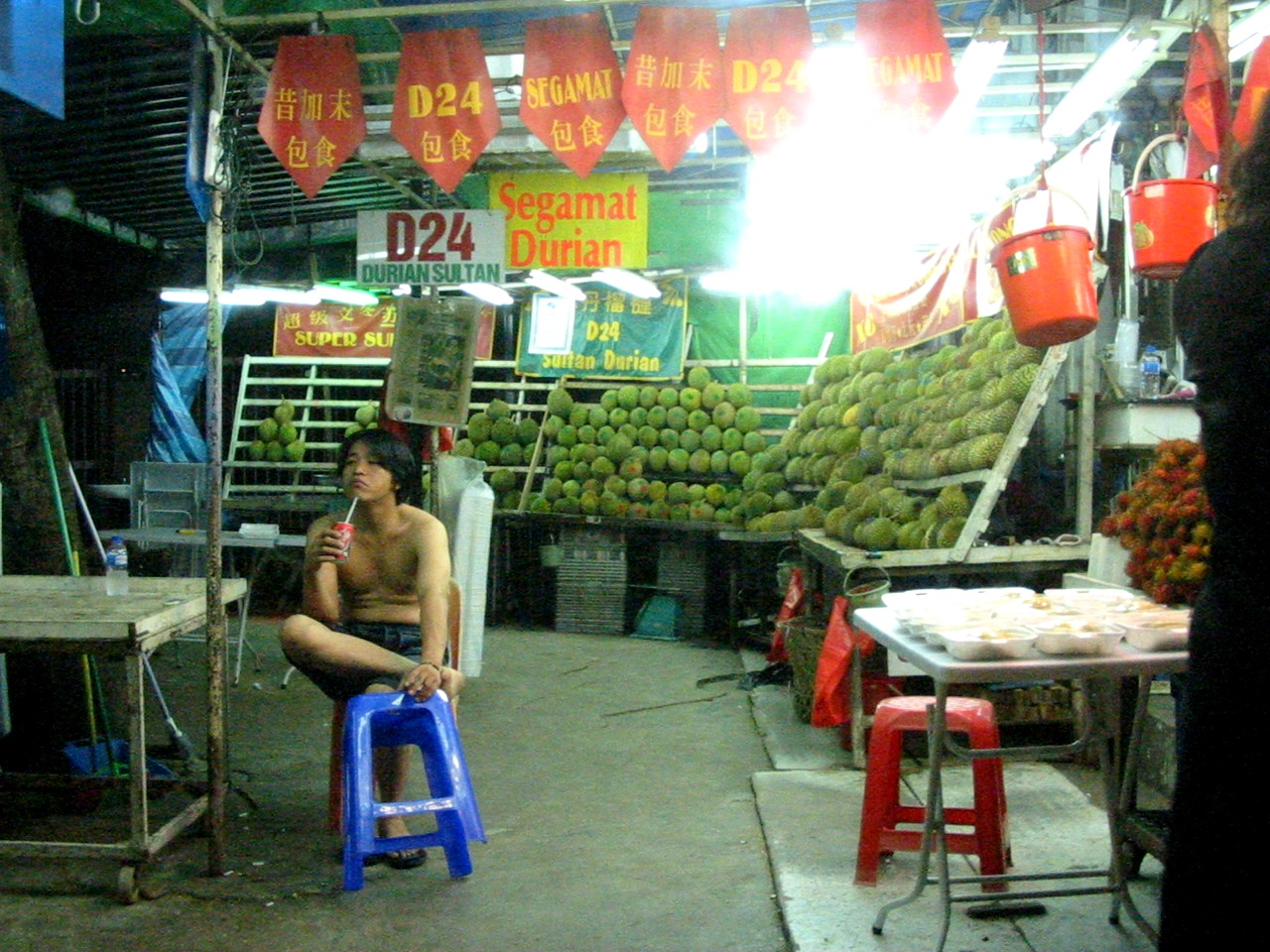
두리안을 판매하고 있는 싱가포르의 노점

도시국가인 싱가포르에서 농업은 전체 국내총생산(GDP)의 0.5%를 차지하고 있어 작은 규모에 속한다.

## 역사
싱가포르의 농업은 1987년 초에 크게 감소하였다. 그 해에 공식적으로 2,075개의 농장이 있었고 2,037헥타르의 면적을 가지고 있었는데 이는 농장당 평균 1헥타르 미만이었다.
현대화 개발 이전에 오차드 로드는 농업 과수원이었다. 싱가포르의 다른 많은 지역들과 마찬가지로 그곳의 농장은 곧 사라지기 시작했고 싱가포르는 해외 수입에 더욱 의존하게 되었다. 1984년 싱가포르의 주요 이슈 가운데 하나는 환경 오염에 따른 돼지 농장들의 건강 문제였다.

## 주요 농작물

### 식품
싱가포르에서 생산되는 과일로는 두리안, 람부탄, 망고스틴이 있다. 또한 싱가포르에서는 식용 버섯도 생산된다. 싱가포르에는 달걀, 채소, 가금류, 돼지고기 등의 생산을 담당하는 농장이 존재한다.

### 꽃
싱가포르에서 재배된 꽃은 세계의 다른 국가 및 지역, 즉 일본·미국·오스트레일리아 및 서유럽 각지로 수출된다. 그러한 꽃들은 난초를 포함한다. 싱가포르에는 153개의 난초 농장이 있다. 이러한 식물은 대부분 싱가포르에서 장식 목적으로 재배된다.

### 물고기
싱가포르에서 재배되는 물고기는 대부분 수족관에서 사육되지만 일부 양식장에서는 식용 물고기를 기르고 있다. 싱가포르의 어업을 담당하는 기업인 첸후 주식회사는 약 수천 종의 어류를 양식, 수출, 수입하고 있다. 싱가포르 식품청은 2020년 6월 5일에 싱가포르 국내 소비자들이 2023년까지 주룽 어항과 세노코 어항이 통합됨에 따라 향후 몇 년 동안 한 장소에서 해산물을 도매할 수 있게 될 것이라고 발표했다.

## 통계
2016년 기준으로 싱가포르 전체 인구는 524,462톤의 채소를 소비하는 반면에 싱가포르 전국에서는 약 22,458톤의 채소를 생산한다. 농업은 주로 농장이 위치한 싱가포르의 시골 지역에서 이루어진다. 2014년 기준으로 싱가포르에서 약 113.9헥타르의 토지가 채소 농사를 위해 할당되어 있다. 2010년 기준으로 농업은 싱가포르 국내총생산(GDP)의 0.5% 미만을 차지한다.

## 식량 안보
싱가포르의 농업 생산은 자국민의 필요에 따라 전달하기에 충분하지 않으며 그만큼 자국 식품의 약 90%가 해외 수입에서 나온다. 따라서 싱가포르에서는 식량 안보가 중요한 문제가 되고 있다.
싱가포르 정부는 2019년 3월에 2030년까지 식량 생산의 30% 자급률을 목표로 하는 30 바이 30(30 by 30) 계획를 세웠다. 이 계획에 따르면 첨단 채소 농장(즉, 다층 수경 재배 농장)과 양식장을 통해 이를 수행하는 것이 목표라고 한다. 또한 다층 수경 재배 농장을 사용함으로써 싱가포르의 토지 생산성을 높이고 에너지와 수자원 사용을 극대화할 수 있다고 한다.
코로나19 범유행은 싱가포르의 식량 공급에 대한 취약성을 부각시켰다. 앙웨이넹 싱가포르 의회 의원(주롱 집단 선거구 의원)은 2020년 4월 6일에 국가가 도시 농업을 장려해야 한다고 제안했다.

## 관리
싱가포르 농식품수의국(Agri-Food & Veterinary Authority, AVA)은 싱가포르의 농업에 대한 감독을 담당하는 권위 있는 기관이었다. 특히 세계 다른 지역의 조류독감 발생과 같은 위기 상황에서 농산물 수입은 안전과 건강을 위해 습관적으로 검토되고 있다. 이 기구는 2019년 4월 1일을 기해 싱가포르 식품청(Singapore Food Agency, SFA)에 흡수되었다. 유전자 변형 생물(GMO)과 합성생물학 제품은 둘 다 《생물 안전에 관한 GMO 규정》과 《생물제제 및 독소법》에 해당된다.

## 같이 보기
- 생명공학기술
- 싱가포르의 경제